# Maszaharta
Maszaharta ókori egyiptomi főpap, Ámon thébai főpapja i. e. 1054 és 1045 közt, a XXI. dinasztia idején.
Apja I. Pinedzsem, aki i. e. 1070-től Ámon thébai főpapja és a déli országrész de facto uralkodója volt, majd i. e. 1054-ben fáraóvá kiálttatta ki magát. Maszaharta ekkor örökölte meg apjától a főpapi tisztet. Anyja valószínűleg Duathathor-Henuttaui volt, a XX dinasztiából; XI. Ramszesz lánya. Nagynénje, Tentamon, Henuttaui testvére az északi országrészt uraló I. Neszubanebdzsed felesége volt. Maszaharta egyik testvére volt I. Paszebahaenniut, aki végül követte a trónon a Neszubanebdzsedet követő, rövid életű Amenemniszut.
Neszubanebdzsed 16. évében ő volt a felelős I. Amenhotep múmiája rendbehozásáért. Feliratai ismertek II. Amenhotep karnaki templomából, kosfejű szfinxekről ugyanitt és egy hatalmas sólyomszoborról (ma Brüsszelben található). Múmiája alapján nagydarab ember volt. Egy levéltöredék tanúsága szerint Maszaharta Neszubanebdzsed 24. éve körül megbetegedett és el-Hibánál meghalt. Maradványait a DB320-as rejtekhelyen találták, ahol több családtagjáét is; ma a luxori múmiamúzeumban találhatóak. Főpapként öccse, Dzsedhonszuefanh követte, ő azonban hamar meghalt, és egy másik testvérük, Menheperré lett az új főpap.
Felesége valószínűleg Tajuheret, Ámon énekesnője volt, akit szintén a DB320-as rejtekhelyen találtak; elképzelhető, hogy volt egy Iszetemheb nevű lányuk, mivel egy ilyen nevű hölgyet temetkezési kellékein főpap leányának neveznek, lehetséges azonban, hogy Maszaharta öccse, Menheperré leányáról van szó.